# Micro-FCBGA

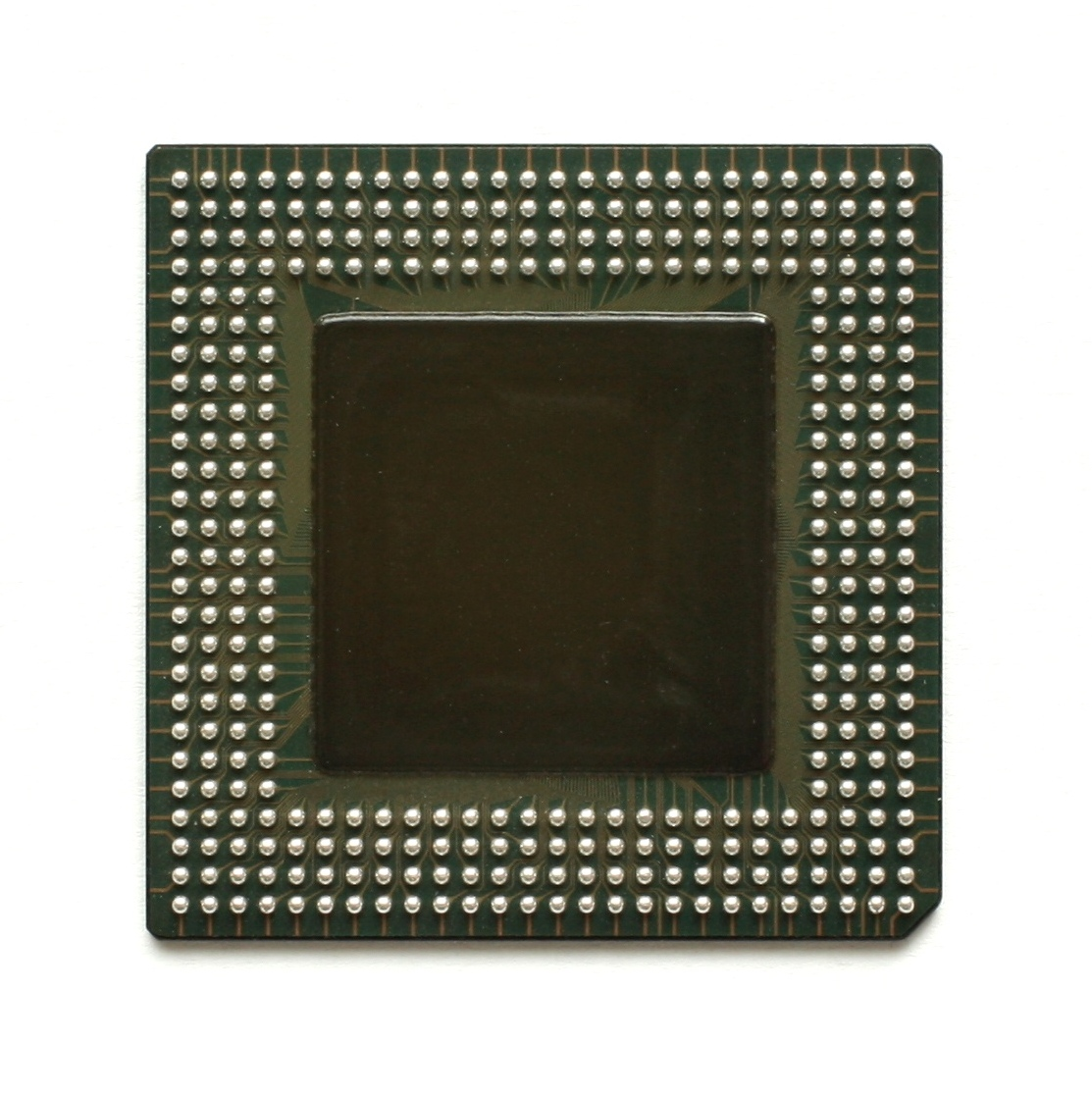
Intel Embedded Pentium MMX processzor alulnézetből; jól láthatók a forrasztási golyócskák

A Micro-FCBGA az Intel aktuális BGA rögzítési módja a mobilprocesszorai számára. A Coppermine Mobile Celeronokkal mutatták be, és a régebbi Coppermine Pentium III mobil CPU-kban használt BGA2 rögzítési módszert váltotta le.
A Micro-FCBGA 479, egymástól 0,78 mm távolságra lévő ón gyöngyökkel érintkezik, amelyeket a gyártás során ráolvasztanak az alaplapra, az ilyen tokozású processzorokat tehát speciális berendezés nélkül nem lehet cserélni. Általában nagyon alacsony feszültségű mobil CPU-knál használják, amelyeket vékony dizájnú hordozható számítógépekbe szánnak.
Fogadja a 400, 533, 667, 800-as FSB-jű Intel Celeron M, Pentium M, Mobile Celeron, Core Solo, Core Duo és Core 2 Duo processzorokat.